# Alibori (rivière)
L'Alibori est un cours d'eau et une rivière du nord-est du Bénin, et un affluent droit du fleuve le Niger. Il a donné son nom au département du même nom.